# Peter Farrelly
Peter Farrelly (Phoenixville, Pennsilvània, Estats Units d'Amèrica, 17 de desembre de 1956) és un director, guionista, productor i novel·lista estatunidenc. El seu germà Bobby és igualment director i guionista.

## Filmografia

### Director
- 1994: Dos ximples molt ximples (Dumb and Dumber) (codirigida amb Bobby Farrelly)
- 1996: Un parell de sonats (Kingpin) (codirigida amb Bobby Farrelly)
- 1998: There's Something About Mary (codirigida amb Bobby Farrelly)
- 2000: Me, Myself & Irene (codirigida amb Bobby Farrelly)
- 2001: Osmosis Jones (codirigida amb Bobby Farrelly)
- 2001: Shallow Hal (codirigida amb Bobby Farrelly)
- 2003: Stuck On You (codirigida amb Bobby Farrelly)
- 2003: Blitt Happens (TV) (codirigida amb Bobby Farrelly)
- 2005: Amor en joc (Fever Pitch) (codirigida amb Bobby Farrelly)
- 2007: The Heartbreak Kid (codirigida amb Bobby Farrelly)
- 2011: Hall Pass (codirigida amb Bobby Farrelly)
- 2012: The Three Stooges (coréalisé amb Bobby Farrelly)
- 2013: Movie 43 - segment The Pitch
- 2014: Dumb and Dumber To (codirigida amb Bobby Farrelly)
- 2018: Green book
- 2022: The Greatest Beer Run Ever
- 2024: Ricky Stanicky

### Guionista
- 1987: Paul Reiser: Out on a Whim (TV)
- 1992: Seinfeld (sèrie TV) - temporada 4, episodi 10
- 1994: Dos ximples molt ximples (Dumb and Dumber)
- 1998: There's Something About Mary
- 1999: Outside Providence de Michael Corrente (adaptació de la seva pròpia novel·la)
- 2000: Me, Myself & Irene
- 2001: Shallow Hal
- 2003: Stuck On You
- 2003: Blitt Happens (TV)
- 2007: The Heartbreak Kid
- 2011: Hall Pass
- 2012: The Three Stooges
- 2014: Dumb and Dumber To
- 2017-present: Loudermilk (sèrie TV) (creador)
- 2018: Green book

## Novel·la
- 1988: Outside Providence

## Premis i nominacions
- Globus d'Or del 2019: Millor guió per a Green book.
- Oscar: Oscar a la millor pel·lícula per a Green book.